# Poseidippos

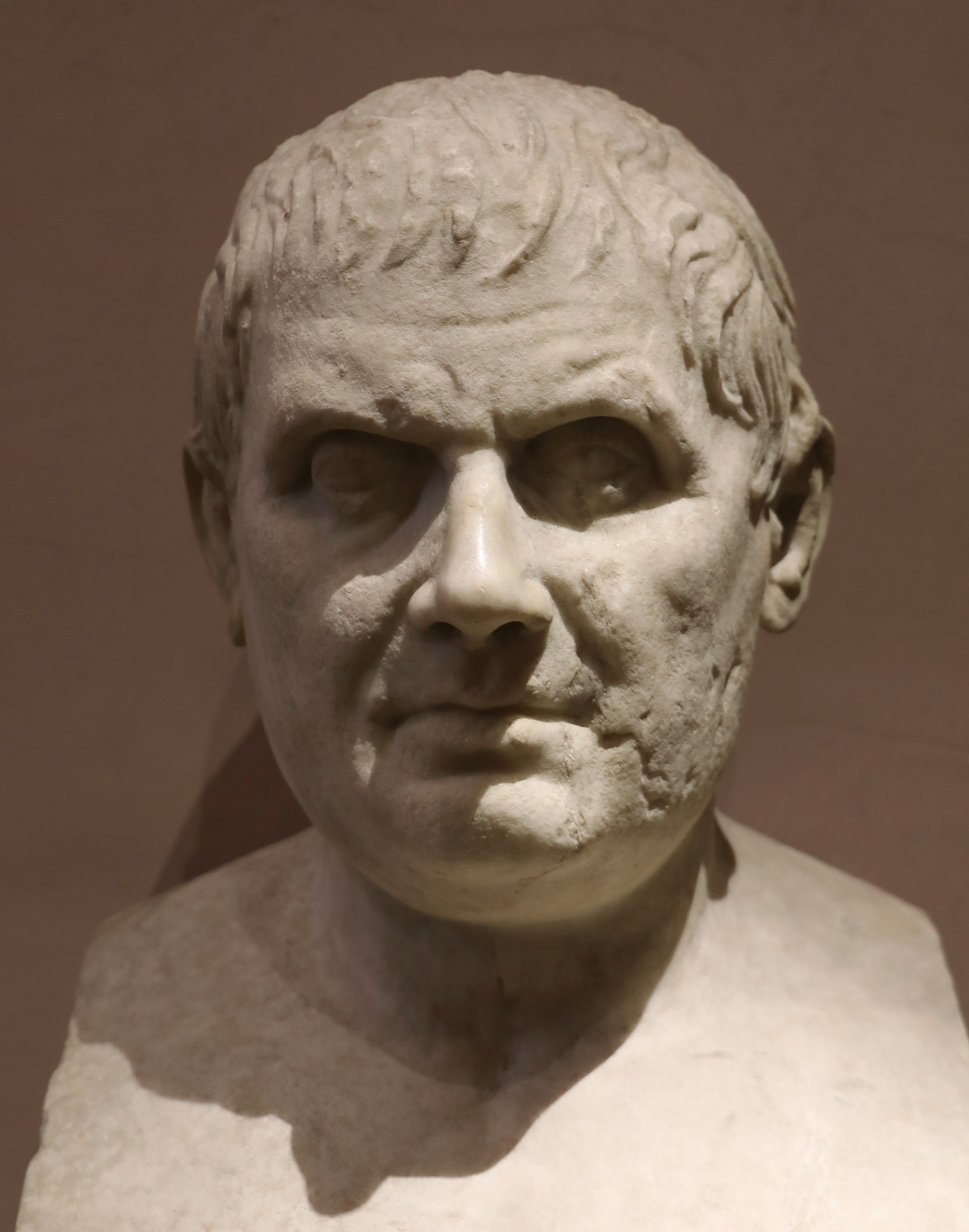
Poseidippos

Poseidippos von Pella (griechisch Ποσείδιππος Poseídippos, latinisiert Posidippus; * um 310 v. Chr.; † 240 v. Chr.) war ein hellenistischer Epigrammatiker. Er ist nicht mit dem Komödiendichter Poseidippos von Kassandreia zu verwechseln.
Poseidippos stammte aus Pella, der Hauptstadt des Königreichs Makedonien.
Er studierte in Athen Philosophie. Einige Zeit lebte er auf Samos, bevor er nach Alexandria an den Hof der ptolemäischen Könige ging.
Sonst ist über seine Biographie wenig gesichert, doch zeigen seine Epigramme eine enge Verbindung zum Hof der Ptolemäer in Alexandria. Besonders seine Gedichte auf Mitglieder der ptolemäischen Dynastie – darunter Königin Arsinoe II. und Berenike II. – belegen seine höfische Orientierung. Ein Teil seiner Epigramme zeigt zudem eine mögliche Nähe zu den eleusinisch-orphischen Mysterien, denen er möglicherweise selbst angehörte, was Rückschlüsse auf seine religiöse Haltung erlaubt. Ein Epigramm belegt, dass Poseidippos 264/263 v. Chr. das Bürgerrecht in der Stadt Thermon in Ätolien verliehen wurde. Eine erhaltene "Elegie auf das Alter" (AB 118) lässt autobiografische Züge vermuten.
Poseidippos war mit den Dichtern Asklepiades und Hedylos befreundet. Zwanzig seiner Epigramme sind in der Griechischen Anthologie erhalten; weitere Gedichte sind bei Athenaios überliefert.
Im Jahre 2001 wurde ein Papyrus veröffentlicht, der etwa 100 neu entdeckte Gedichte des Poseidippos (etwa 600 Verse) enthält. Sie betreffen Ereignisse am Hof der Ptolemäer; besonders aufschlussreich sind Epigramme auf Siege ptolemäischer Königinnen beim Wagenrennen in Olympia.

## Ausgaben
- Colin Austin u. a. (Hrsg.): Posidippi Pellaei quae supersunt omnia, Milano 2002, ISBN 88-7916-193-8
- Guido Bastianini, Claudio Gallazzi (Hrsg.): Epigrammi (P. Mil. Vogl. VIII 309), Milano 2001, ISBN 88-7916-165-2
- Bernd Seidensticker, Adrian Stähli, Antje Wessels (Hrsg.): Der Neue Poseidipp. Text – Übersetzung – Kommentar. Wissenschaftliche Buchgesellschaft, Darmstadt 2015, ISBN 978-3-534-24356-3